# Klasická hudba

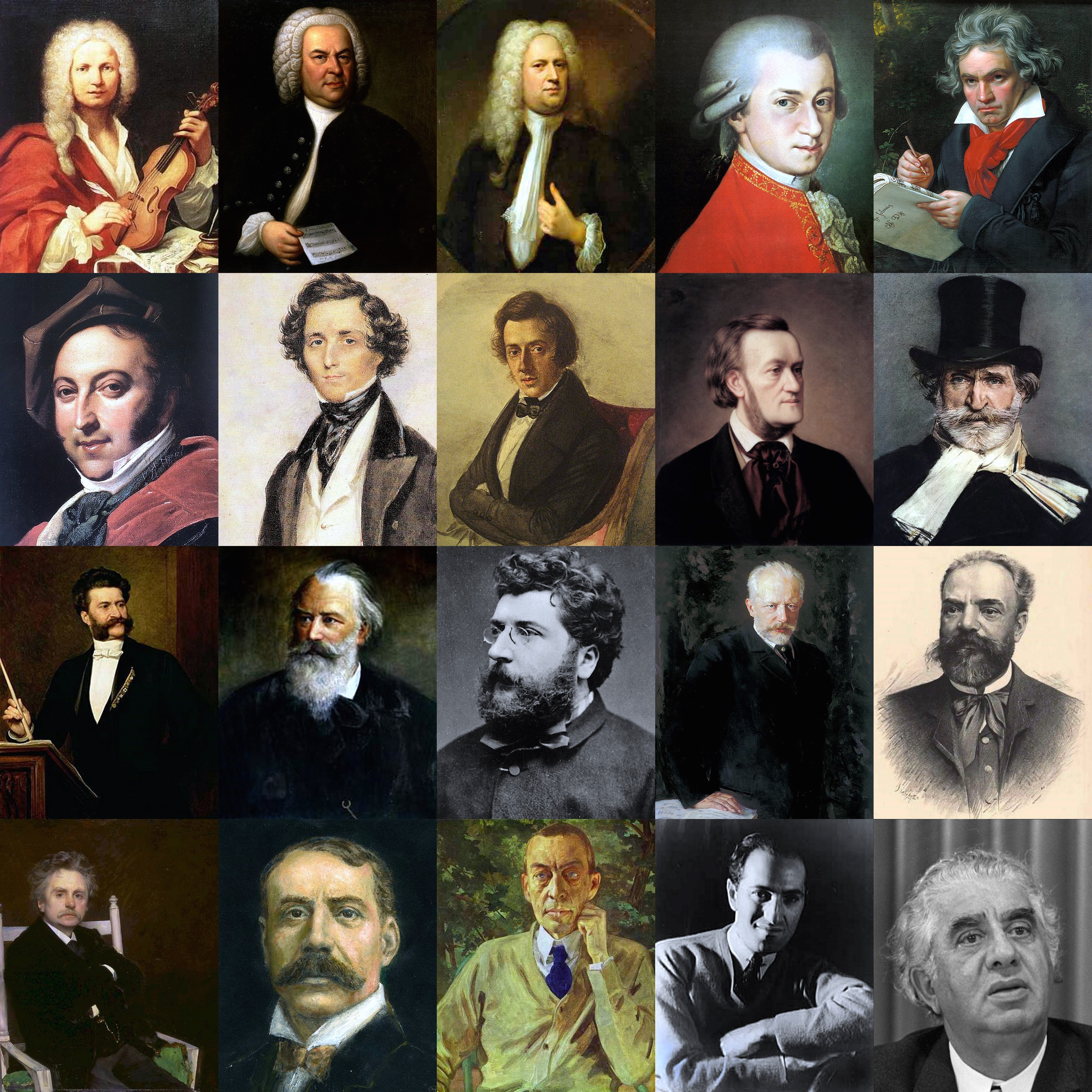
Montáž portrétů skladatelů klasické hudby. Zleva doprava.
první řada: Antonio Vivaldi, Johann Sebastian Bach, Georg Friedrich Händel, Wolfgang Amadeus Mozart, Ludwig van Beethoven
druhá řada: Gioacchino Rossini, Felix Mendelssohn-Bartholdy, Fryderyk Chopin, Richard Wagner, Giuseppe Verdi
třetí řada: Johann Strauss mladší, Johannes Brahms, Georges Bizet, Petr Iljič Čajkovskij, Antonín Dvořák
čtvrtá řada: Edvard Grieg, Edward Elgar, Sergej Rachmaninov, George Gershwin, Aram Chačaturjan.

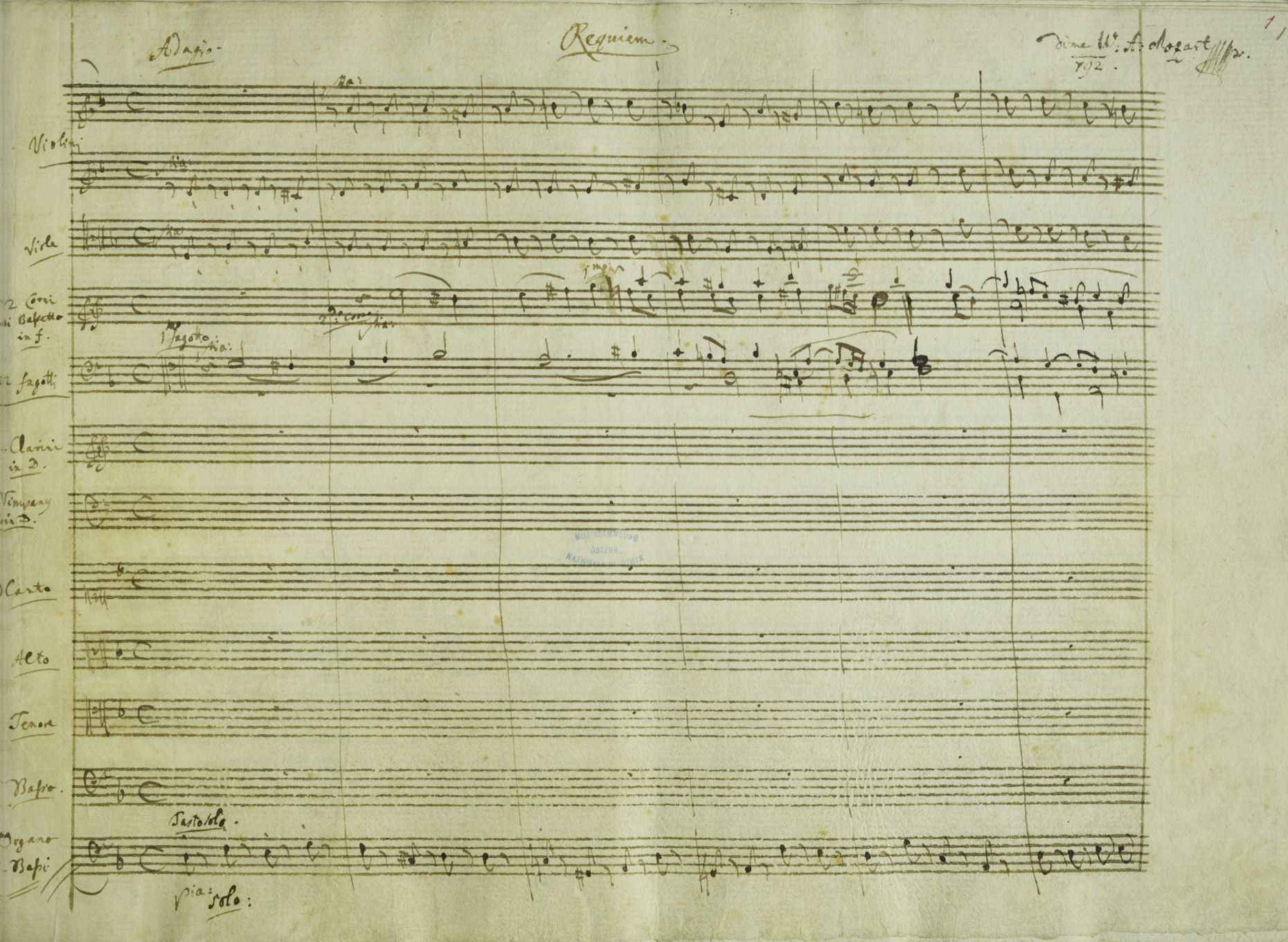
Notový zápis Requiem Wolfganga Amadea Mozarta

Klasická hudba, někdy také vážná hudba nebo artificiální hudba, odkazuje na uměleckou, duchovní a světskou hudbu, složenou nebo mající kořeny v rámci západní kultury. Zahrnuje přibližně časový úsek, který začíná v 11. století a sahá až do 20. století nebo, v závislosti na konvenci, do současnosti. Toto období lze zejména charakterizovat vývojem a převládajícím využitím tonální harmonie, kodifikované mezi 17. a 19. stoletím. Termín „klasická hudba“ může v restriktivnějším smyslu odkazovat jen na hudební období zvané klasicismus, ale v běžném jazyce je výraz chápán v jeho nejširším smyslu, tedy v opozici vůči tzv. lehké hudbě nebo populární hudbě.
Hranice kategorie jsou nejasné a diskutabilní, protože označení klasické je obecně přiděleno ex post. Hudba, která je dnes definována jako „klasická“, nebyla jí nutně v době, kdy byla složena. Zejména v závislosti na kontextu může nebo nemusí pojem „klasická hudba“ zahrnovat současnou klasickou hudbu. Označení „klasická hudba“ se v odkazu na evropskou uměleckou hudbu objevuje na začátku 19. století s cílem „kanonizovat“ období od Johanna Sebastiana Bacha po Ludwiga van Beethovena, zahrnující Georga Friedricha Händela i Wolfganga Amadea Mozarta, jako zlatý věk hudby. První zmínky použití se datují, jak je uvedeno v Oxfordském anglickém slovníku, kolem roku 1836. Pojem „klasická hudba“ převažuje v románské a anglofonní literatuře, z německé hudební vědy pochází pojem „vážná hudba“ (v protikladu k „zábavné hudbě“, ernste Musik × Unterhaltungsmusik), v české hudební teorii se používá rovněž pojem „artificiální hudba“ zavedený roku 1977 muzikologem Hansem Heinrichem Eggebrechtem.
Důležitým rysem evropské kultivované hudby je opuštění ústní tradice a zavedení systému notového záznamu, který se postupně rozvíjel od 9. století. Během času improvizace a ornamentizace ad libitum, běžně užívaná do 17. a 18. století, postupně ztratila prostor při interpretaci zapsaného repertoáru, kde se skladatelova vůle přenesená do notace, interpretuje v limitech samotné skladby, které již neumožňují umělcům provádět svévolné změny v hudbě.

## Charakteristika

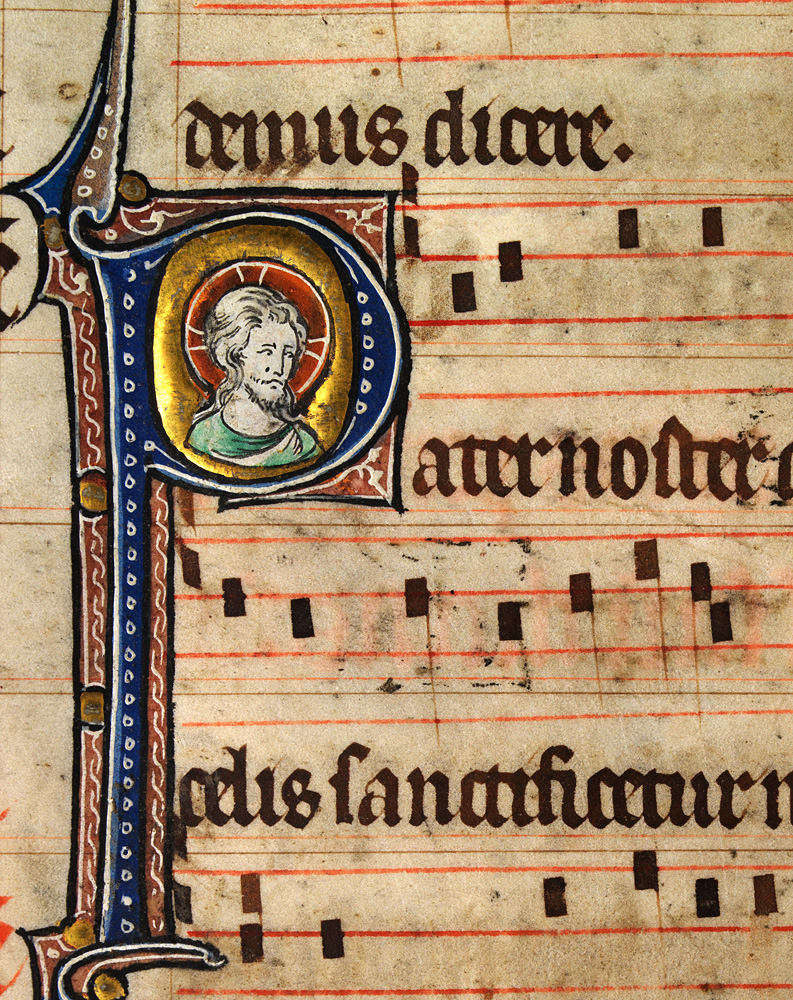
Hudební notace z anglického misálu z počátku 14. století s hlavou Krista. Katoličtí mniši vyvinuli první formy moderní evropské hudební notace, aby standardizovali liturgii v celosvětové církvi.

Vzhledem k extrémně široké škále forem, stylů, žánrů a historických období obecně vnímaných jako vážná hudba je obtížné identifikovat společné rysy, které mohou charakterizovat všechna díla tohoto žánru. Nejtypičtější popisy jsou nejasné a jsou různého druhu, možná odkazují na historickou perspektivu (na něco „složeného dávno“, což je poněkud sporné tvrzení, pokud se vezme do úvahy stejný koncept soudobé klasické hudby). Existují však charakteristiky, které klasická hudba sdílí jen s několika nebo žádnými z dalších hudebních žánrů. Mezi určující charakteristiky patří přijetí systému notového záznamu, který umožnil přechod od ústní tradice k psané literatuře, zásadně změnil přenos hudby a radikálně změnil způsob studia a komunikace i způsob přenosu repertoáru na další generace. Dalším klíčovým bodem, který byl umožněn přechodem od ústní tradice k psané hudební kultuře, byl rozvoj solidní a metodické harmonie, která umožňuje vytvářet hudební skladby značné velikosti a složitosti, bezprecedentní a nesrovnatelné s jinými hudebními kulturami, také díky zavedení modulační techniky a její aplikaci na konstrukci hudebního projevu, což umožnilo větší rozmanitost.

### Notace
Základní charakteristikou západní klasické hudby je, počínaje 9. stoletím, opuštění ústní tradice, která charakterizovala starověkou hudbu a která i nadále charakterizuje lidovou hudbu a hudbu mnoha mimoevropských kultur. Repertoár je psán v hudební notaci, s vytvořením hudebního partu nebo partitury pro každý nástroj a pro každý hlas ve sborové hudbě tak, že je možné společně sledovat party všech nástrojů. Notace obecně určuje přesný rytmus a intonaci, a pokud se účastní dva nebo více hudebníků (zpěváků i instrumentalistů), určuje, jak jsou jednotlivé části sladěny. Notace hudby kromě uchování děl v průběhu času umožnila vytvoření kompozic s vysokou úrovní složitosti: technika kontrapunktu, jako jsou Bachovy fugy, dosahuje mimořádného zpracování kombinací mnoha melodických linek, které, ačkoliv jsou jasně odlišné, dokonale ladí jak rytmicky, tak harmonicky. To také umožnilo vyvinout souvislou harmonickou logiku, kterou by pouhou improvizací nešlo dovést na takovou úroveň složitosti.

### Instrumentace

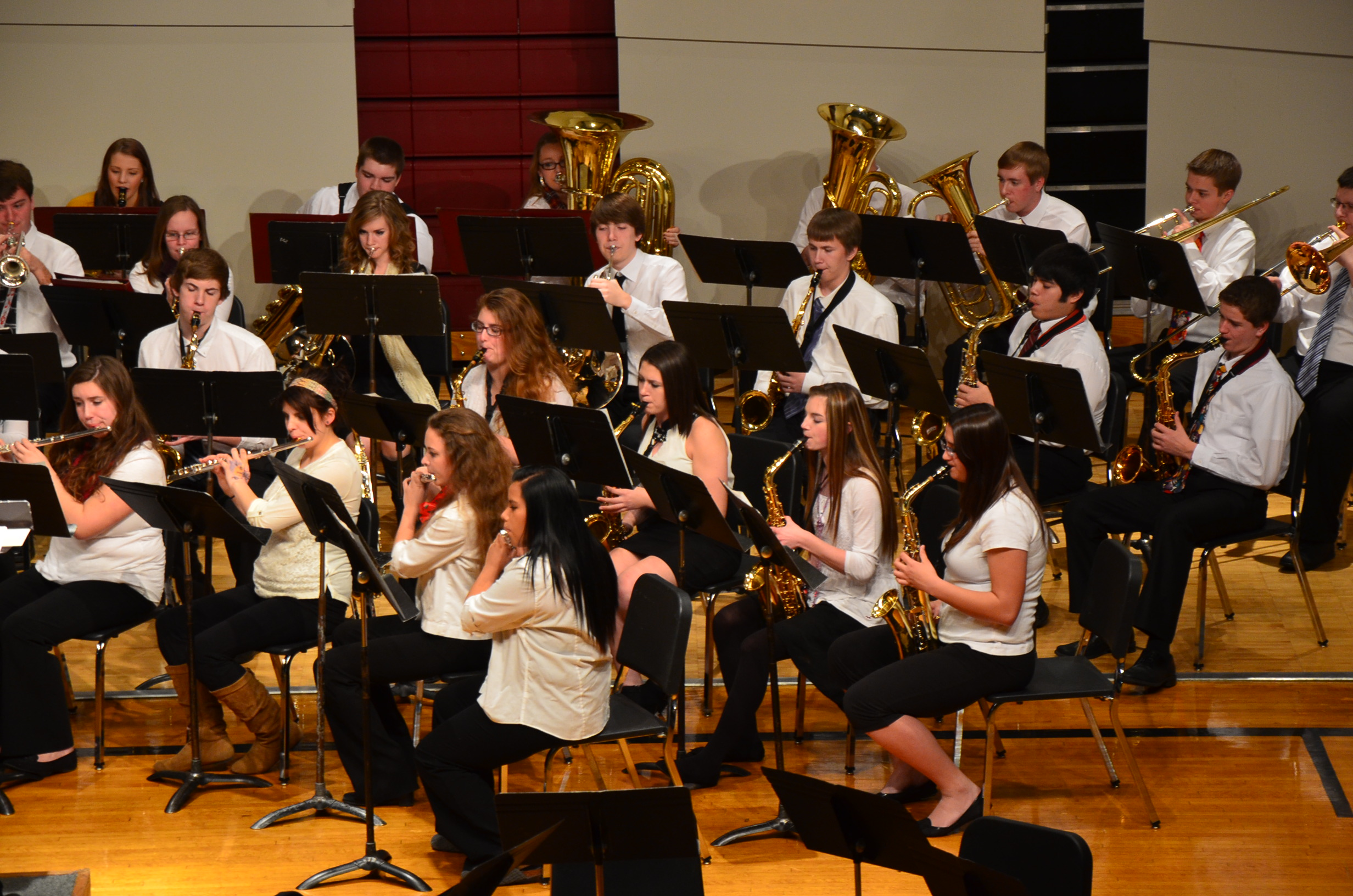
Mládežnický dechový orchestr během vystoupení

Nástroje nejčastěji běžně používané v repertoáru vážné hudby byly vynalezeny do poloviny 19. století (často mnohem dříve), a vyspěly do své moderní podoby mezi 16. a 19. stoletím. Nejběžnější nástroje jsou přítomny v orchestru nebo v kapele, spolu s řadou dalších nástrojů určených zejména pro sólové použití (například klavír, cembalo a varhany). Na uvádění klasické hudby je u široké veřejnosti nejvíce známa hudební formace symfonický orchestr, který se skládá z instrumentálních hlasů smyčců, dechových nástrojů (dřevěné a žesťové nástroje) a bicích nástrojů. Další hudební soubor, který často hraje klasickou hudbu, je dechový orchestr; skládá se z nástrojů, které patří do rodin dřevěných nástrojů, dále z žesťů a bicích. Obecně má širší škálu (zejména mezi dechovými nástroji) a větší množství dechových nástrojů ve srovnání s orchestrem, ale nemá smyčcové nástroje.
Koncem 19. století se skladatelé začali zajímat o populární nebo mimoevropské kultury a představili zvuky nástrojů dalších hudebních kultur, jako je například indonéský gamelan. V repertoáru 20. a 21. století mohou být přítomny i elektrofonické nástroje, jako jsou elektrická kytara a martenotovy vlny. Skladatelé klasické i populární hudby experimentovali v posledních desetiletích se zavedením elektronických nástrojů, jako je syntezátor, a dalších digitálních technik, jako je použití vzorků nebo zvuků generovaných počítačem.

#### Obsazení
Na základě počtu obsazení obecně rozlišujeme hudbu sólového nástroje (neboli bez doprovodu), komorní hudbou, která je prováděna nejčastěji nepříliš početným souborem, ve kterém si každý nástroj zachovává individuální roli, a konečně symfonickou neboli orchestrální hudbu.

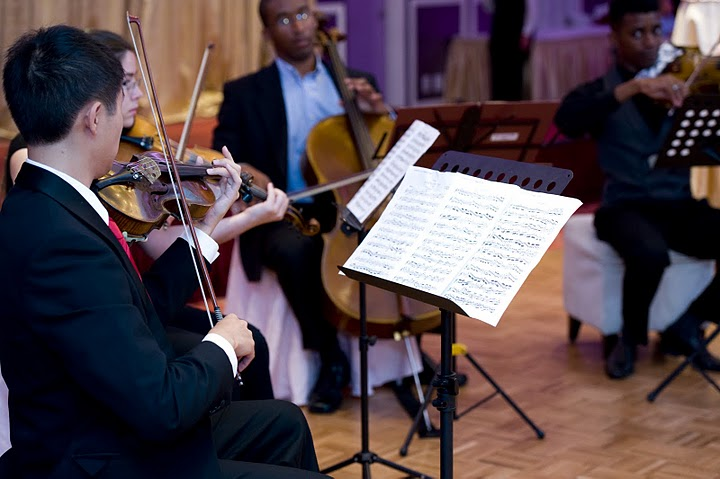
Smyčcové kvarteto, příklad formace komorní hudby

Žánry komorní hudby se velmi liší v závislosti na velikosti a typu obsazení; velmi běžně se lze setkat s melodickým nástrojem společně s polyfonickým nástrojem (např. flétna a klavír nebo housle a klavír), skupinami tří, čtyř nebo pěti nástrojů, s nebo bez klavíru, které mohou být tónově velmi homogenní, buď patří do stejné rodiny (např. trio nebo smyčcové kvarteto), nebo ne.
V některých skladbách může být sólista nebo nástroj s jasně vedoucí rolí. Sólista může být doprovázen jinými nástroji (obvykle polyfonními jako je cembalo nebo klavír) nebo celým orchestrem. Příklady tohoto typu jsou koncerty, ve kterých je sólista v protikladu k orchestru nebo jinému souboru (např. smyčce a basso continuo v barokních koncertech); existují koncerty, kde hraje více sólistů, kteří vedou hudební dialog sami navzájem a s orchestrem (známé příklady jsou Bachův Koncert pro dvoje housle nebo Brahmsův Koncert pro housle a violoncello). V baroku oblíbená forma concerto grosso zajišťovala kontrast mezi souborem (nazývaným tutti nebo ripieno nebo concerto grosso) a malou skupinou sólistů (obvykle dvoje housle a violoncello nebo dvoje housle, viola a violoncello, zvané koncertino).

#### Orchestr

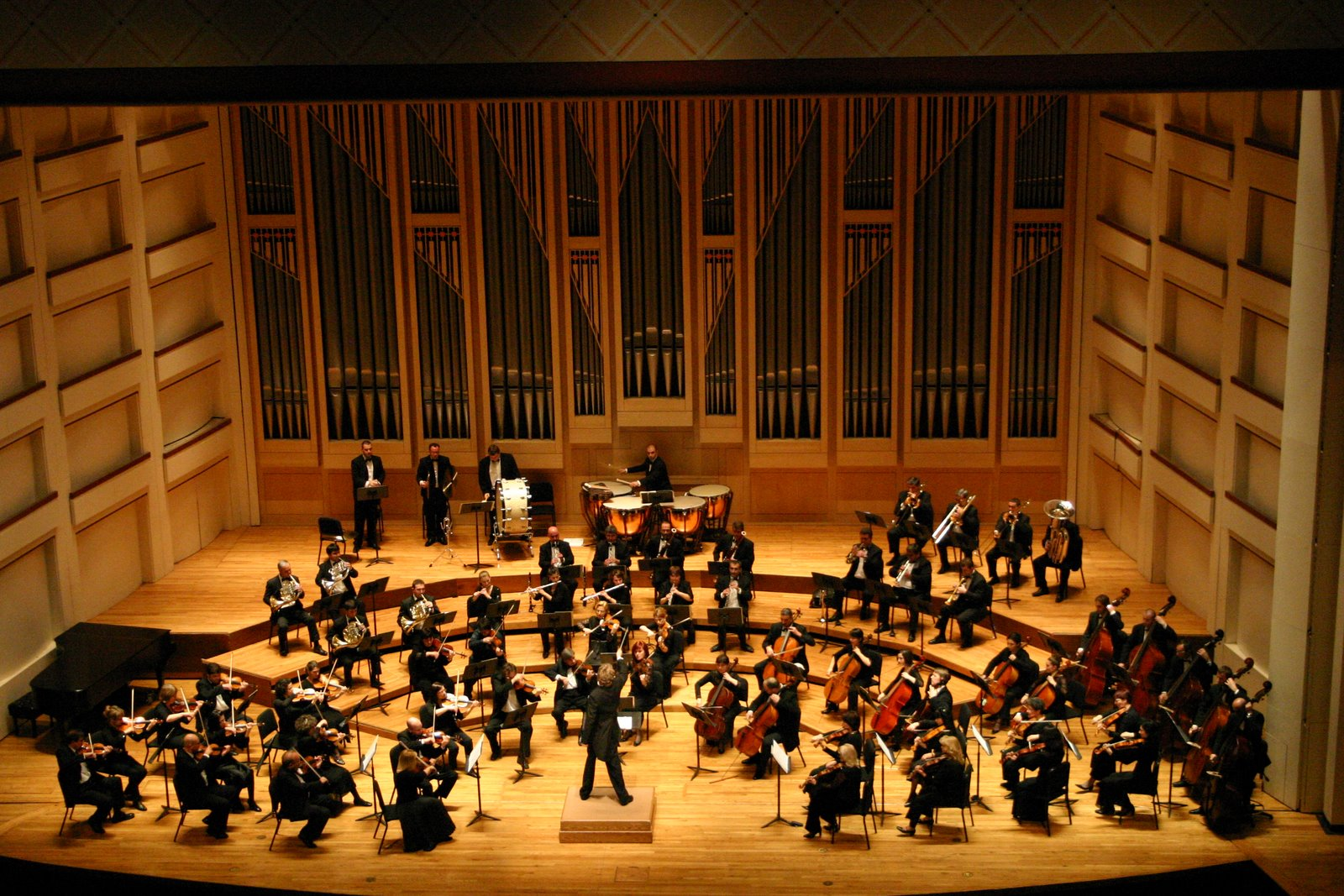
Dublinská filharmonie během provedení Symfonie č. 4 Petra Iljiče Čajkovského v Charlotte v Severní Karolíně

Až do renesance neexistovaly žádné nástroje malé velikosti a ve středověké hudbě byly nástroje rozděleny do dvou kategorií: nejzvučnější, nejvhodnější pro venkovní použití nebo v kostelech a méně zvučné nástroje, určené pro vnitřní použití. Zpočátku byly nástroje pověřeny pouze zdvojením nebo doprovodem hlasů a první nástrojové soubory považované za proto-orchestry se zrodily v 16. století, byly velmi heterogenního složení a používaly se v liturgické službě nebo při doprovodu tanců a pro zábavu. Termín orchestr (používaný již za starověkých Řeků k označení nejnižší úrovně jeviště v divadlech, určeného pro sbor) se začal znovu používat v renesanci k označení oblasti před divadelním pódiem, kde byli hudebníci obvykle umístěni, a termín se také začal používat pro instrumentální uskupení v 70. letech 17. století.
Barokní orchestr byl často složen pouze ze smyčců a nástrojů které hrály basso continuo (cembalo, chitarrone, archlute, theorba),k nimž lze přidat dechové nástroje, a to oboje buď jako součást zdvojení ad libitum a jako reálné části, obvykle flétny, hoboje, lesní rohy, někdy s trubkami a tympány. V moderním slova smyslu se orchestr zrodil ve 30. a 40. letech 18. století, se smyčcovými nástroji stabilně doplněny o dechové nástroje, obvykle dvěma hoboji, dvěma lesními rohy a jedním nebo dvěma fagoty, v ceremoniální hudbě někdy i s trubkami a pozouny; mohly být přítomny také tympány a flétna, na kterou často hraje hobojista. Během klasicismu se v posledních dvou desetiletích 18. století nástroje dříve přítomné ad libitum, jako byly flétny, klarinety, trumpety a perkuse, staly součástí stálého obsazení orchestru. S romantismem se velikost orchestru postupně zvětšovala a ve druhé čtvrtině 19. století zmizely klávesové nástroje používané pro hrání basso continua. Počet smyčcových nástrojů, tak i počet a rozmanitost dechových nástrojů a bicích se zvyšovala, až dosáhla gigantismu wagnerovských a mahlerovských orchestrů.

### Vývoj intonace

Příklad temperované a přirozené stupnice: je vidět, že přirozené ladění, sestávající z intervalů různé šíře, nemůže být jednoduše posunuto na různé stupně od základních tónů (v příkladu z C na D dur), na rozdíl od stupnice založené na rovnoměrném temperovaném ladění

S vývojem nástrojů je spojen problém konstrukce stupnice, do níž musí být přesně vmodelované tóny. I když ve skutečnosti některé nástroje (například strunné) mají možnost hrát volně, a tak se přizpůsobit libovolné stupnici (tonální nebo netonální, u jiných nástrojů lze intonaci změnit pouze laděním (např. cembalo, harfa, piano), jindy je dokonce spojeno s konstrukcí nástrojů (např. mnoho dechových nástrojů).
Další problém vyvstal s vývojem tónové harmonie a následně s praxí modulace, neboli průchodem mezi různými tóninami ve stejné skladbě: přirozené ladění, ustanovuje tóny a půltóny s proměnnou amplitudou, které se této praxi snadno nepropůjčí, požaduje u některých nástrojů (například cembalo nebo loutna) úpravu ladění za účelem změny výšky tónu. Hudební učenci proto studovali nové stupnice a nová ladění (tj. změny šířky pětin a čtvrtin s ohledem na jejich přirozenou intonaci), které poskytly kompromisní řešení mezi dokonalostí intonace intervalů (která byla co nejblíže jejich přirozené intonaci) a co největší možné stejnorodosti intervalů ve stupnici, aby byla možná modulace.
Během 18. a 19. století se postupně etablovalo rovnoměrné temperované ladění, avšak při poučeném provádění staré hudby se často používají různé historické ladění. Například v historicky informované interpretaci staré a barokní hudby se často používá středotónové ladění nebo Werckmeisterovo ladění.

### Formy
V hudbě se formou rozumí organizování hudebních prvků při skládání nebo ve složené části. Za každým kompozičním aktem, od nejmenšího po největší, existuje ve skutečnosti tendence k organizaci, i když to neznamená, že kompoziční aktivitu lze redukovat na mechanické použití předem stanovených schémat. Studium hudební formy je spíše pedagogické než analytické nebo kritické a v dílech určité složitosti se obecně uvažuje o různých aspektech formální organizace. Například muzikolog Felix Salzer  navrhl rozlišovat mezi strukturou ve smyslu schenkerovské melodické a harmonické analýzy, formou ve smyslu organizace a členění této struktury na oddíly kompozice a ve vztazích, které mezi těmito sekcemi vznikají, a designem ve smyslu povrchní organizace rytmického a tematického materiálu.
Zatímco většina populární stylů je založena hlavně na jednoduchých formách, jako je tanec nebo písnička, klasická hudba vyvinula velké množství vysoce sofistikovaných žánrů a forem vokální a instrumentální hudby. Skladby mohou mít různou vnitřní organizaci hudebního materiálu a klasičtí skladatelé se často snaží proniknout svou hudbou do složitého vztahu mezi emocionálním obsahem a intelektuálními nástroji, s nimiž jsou získány. Mnoho z nejuznávanějších děl klasické hudby využívá hudební rozvoj, proces, kterým je hudební myšlenka nebo motiv znovu navržen a zpracován v různých kontextech. Kompozici klasické hudby lze obvykle považovat za projev, ve kterém jsou hudební prvky autonomního smyslu (hudební nápady, témata, fráze) zpracovány tak, aby tvořily širší hudební cestu. Příklady formy nebo struktury skladby nebo její části jsou sonátová forma, písňová forma, rondo nebo fuga.

### Složitost
Kompozice klasického repertoáru rozvíjejí často pozoruhodnou uměleckou složitost, která vyplývá z touhy předat artikulovaný emoční projev a je konkretizována výzkumem a aplikací netriviálních kompozičních technik a postupů, jako je pozornost na konstrukci frázování a harmonie, použití modulace (změna tonality), tematický vývoj a kontrapunkt. Konstrukce tedy vedla k vývoji různých hudebních forem a struktur, zmíněných v předchozí části. Složitější skladby jako jsou sonáta, symfonie, koncert, opera nebo oratorium, se obvykle hierarchicky člení na menších jednotky, aby se zvýšila složitost ozdob, hudebních frází, period (melodických celků), sekcí a hudebních vět (obecně v instrumentální hudbě) nebo jednání (v opeře a hudebním divadle, často, ale ne vždy, postupně rozdělených na scény, případně rozložitelných na uzavřené kusy, například recitativy, ariosa nebo árie), až ke sledování skladby jako celku.
Rostoucí složitost hudby vyvolala potřebu logicky studovat její složky a vztahy mezi nimi, což vedlo k zrození disciplíny známé jako hudební analýza. Cílem analýzy kompozice je dosáhnout většího porozumění hudbě formálním studiem jejích struktur, je užitečná nejen v kompozičním vyučování (modely výuky, na nichž se musí založit, aby vytvořily vlastní hudební myšlenky) a interpretační (pomáhající interpretovi) pochopit vnitřní fungování skladby a tím ji vyjádřit co nejlépe), ale také poslouchat, umožnit mnohem jasněji sledovat hudební diskurs a ocenit jeho jemnosti. Hudební analýza se zrodila jako systematická a důsledná disciplína koncem 19. století, ale hlavní analytické pojmy jsou z doby předešlé, vyskytují se již v 17. století a postupně se rozvíjeli ve století následujícím.
K uspokojení potřeb technické a hudební expresivity vyžadovaných složitostí skladeb musí umělci klasické hudby dosáhnout vysokého standardu technického mistrovství. Vyžaduje značnou úroveň znalostí hudebního zápisu, dobré čtení z listu, schopnost a zkušenosti s hraním v hudebních souborech, důkladné znalosti principů tonality a harmonie, znalost herní praxe a seznámení se stylem a hudebním jazykem spojeným s konkrétní skladatelem, období nebo hudebním stylem. To vše se odráží v tom, že klasičtí hudebníci potřebují hodně studia, jsou formování během dlouhých kurzů a hudebních lekcí a i na vysoké škole, obvykle v mnohem větší míře než hudebníci, praktikující „populární“ žánry. Během historie to vedlo ke zrodu a rozvoji specializovaných škol, včetně konzervatoří, věnovaných studiu klasické hudby.

## Dějiny a vývoj klasické hudby
Hlavní časové dělení klasické hudby do roku 1900 jsou období staré hudby, která zahrnuje středověké (500–1400) a renesanční (1400–1600) éru, a období pratica comune (melodicko-harmonická perioda), která zahrnuje baroko (1600–1750), klasicismus (1750–1820) a romantismus (1810–1910). Současná období zahrnují 20. století (1901–2000), kam patří většina rané modernistické hudební éry (1890–1930), celá vrcholná moderní hudba (polovina 20. století) a první část současné (1945 nebo 1975– současnost) nebo postmoderní hudební éra (1930 – současnost). Dvacáté první století je doposud pokračováním stejné éry a téže současné/postmoderní hudební éry, které obě začaly ve 20. století.
Data jsou zobecněna, protože období a éry se překrývají a kategorie jsou poněkud svévolné, a to do té míry, že některé autority mění terminologii a odkazují na období pratica comune (melodicko-harmonickou periodu) zahrnující dohromady barokní, klasicistní a romantické „období“. Například v použití kontrapunktu a fugy, které je považováno za charakteristický rys pro období barokního období, pokračoval Haydn, který je klasifikován jako typický pro klasicistní éru. Beethoven, který je často popisován jako zakladatel romantické éry, a Brahms, který je klasifikován jako romantický, také používali kontrapunkt a fugu, ale romantismus a někdy toužebnost jsou vlastnosti jejich hudby, které definují jejich éru.
Předpona neo- se používá k popisu kompozic 19., 20. nebo 21. století psané ve stylu dřívější éry, jako je klasicismus nebo romantismus. Stravinského Pulcinella je například neoklasiciskou skladbou, protože je stylisticky podobná dílům z baroka.

### Kořeny
Burgh (2006) navrhl, že kořeny západní klasické hudby leží ve staroegyptské umělecké hudbě prostřednictvím cheironomie a staroegyptského orchestru, který sahá do roku 2695 př. n. l. Vývoj jednotlivých tónů a stupnic provedli starý Řeci jako Aristoxenus a Pythagoras. Pythagoras vytvořil systém ladění a pomohl kodifikovat notový zápis. Starověké řecké nástroje jako aulos (plátkový nástroj) a lyra (strunný nástroj podobný malé harfě) nakonec vedly k několika moderním nástrojům klasického orchestru.  Předchůdcem raného období byla éra starověké hudby do pádu Římské říše (476 n. l.).

### Stará hudba

#### Středověká hudba

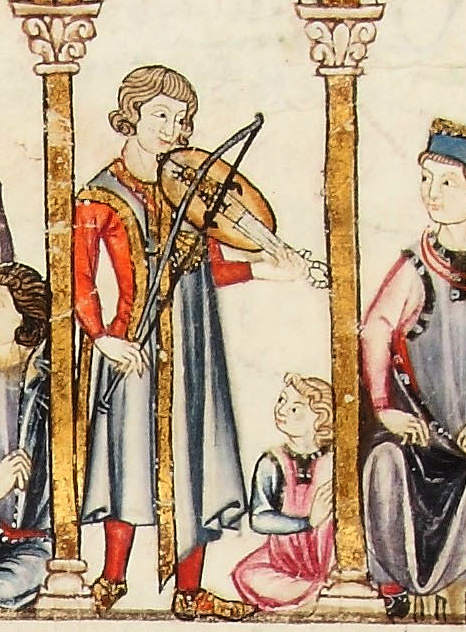
Hudebník hrající na vielle (středověký rukopis ze 14. století)

Středověká éra zahrnuje hudbu od pádu Říma do asi 1400. Monofonní zpěv, také zvaný cantus planus nebo gregoriánský chorál, byl dominantní forma přibližně až do roku 1100. První formy moderní evropské hudební notace vyvinuli katoličtí mniši, aby standardizovali liturgii v celosvětové církvi.   Polyfonická (vícehlasá) hudba se vyvinula z monofonického zpěvu v pozdním středověku až do renesance, včetně složitějších zvuků motet.

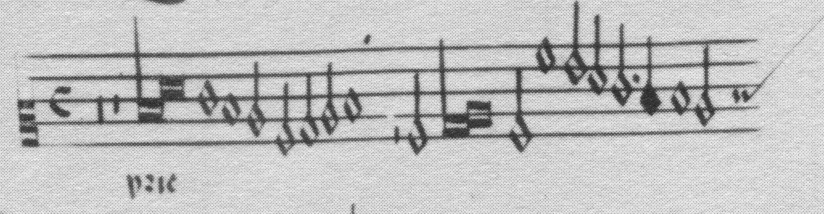
Výňatek z Kyrie "Au travail suis" Johannese Ockeghema

Řada evropských klasických hudebních nástrojů má kořeny ve východních nástrojích, které byly převzaty ze středověkého islámského světa. Například arabský rebab je předchůdcem všech evropských smyčcových nástrojů, včetně liry, rebec a houslí.
Mnoho nástrojů používaných k provádění středověké hudby stále existuje, ale v různých formách. Mezi středověké nástroje patřila flétna, zobcová flétna a drnkací strunné nástroje jako byla loutna. Rovněž existovaly rané verze varhan a houslí (nebo vielle). Středověké nástroje se v Evropě nejčastěji používaly samostatně, často samostatně doprovázeny drženým zvukem (prodlevou), nebo občas po částech. Od přinejmenším začátku 13. století přes 15. století se nástroje dělily na haut (hlasitý, pronikavý, venkovní nástroje) a bas (tišší, více intimní nástroje).  Během raného středověku byla vokální hudba tvořena pro liturgie, převážně gregoriánský chorál, monofonickou hudbu, používající jedinou, doprovodnou vokální melodickou linii. Polyfonické vokální žánry, které používaly vícenásobné nezávislé vokální melodie, se začaly vyvíjet během vrcholného středověku a začaly převládat koncem 13. a začátkem 14. století.
Mezi významné středověké skladatele patří Hildegarda z Bingenu, Guillaume de Machaut, Magister Léonin, Perotinus Magnus, Philippe de Vitry, Francesco Landini a Johannes Ciconia.

#### Renesance

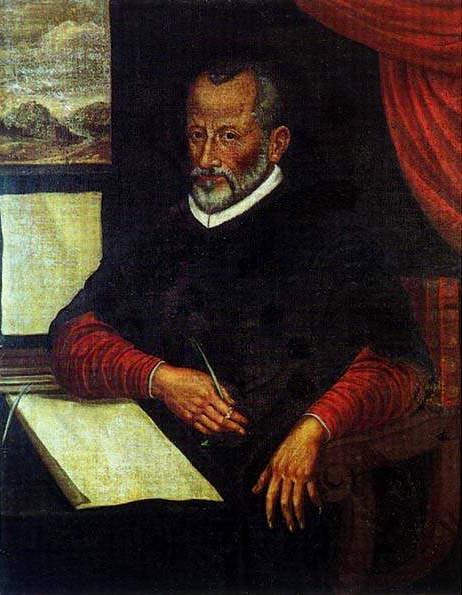
Giovanni Pierluigi da Palestrina

Období renesanční hudby trvalo přibližně od roku 1400 do roku 1600. Je charakterizováno větším využitím instrumentace, vícenásobným propletením melodických linií a použitím prvních basových nástrojů. Rozšířili se společenské tance, takže se začaly rozvíjet hudební formy vhodné jako taneční doprovod. V této době získal konkrétní obrysy zápis hudby do notové osnovy a další prvky hudební notace. Tento vynález umožnil oddělení kompozice hudební skladby od jejího přednesu; bez psané hudby byl přenos ústní a při každém přednesu se měnil. Díky hudební partituře bylo možné uvést hudební dílo bez přítomnosti skladatele. Vynález pohyblivé sazby knihtisku v 15. století měl dalekosáhlé důsledky na uchovávání a přenos hudby.

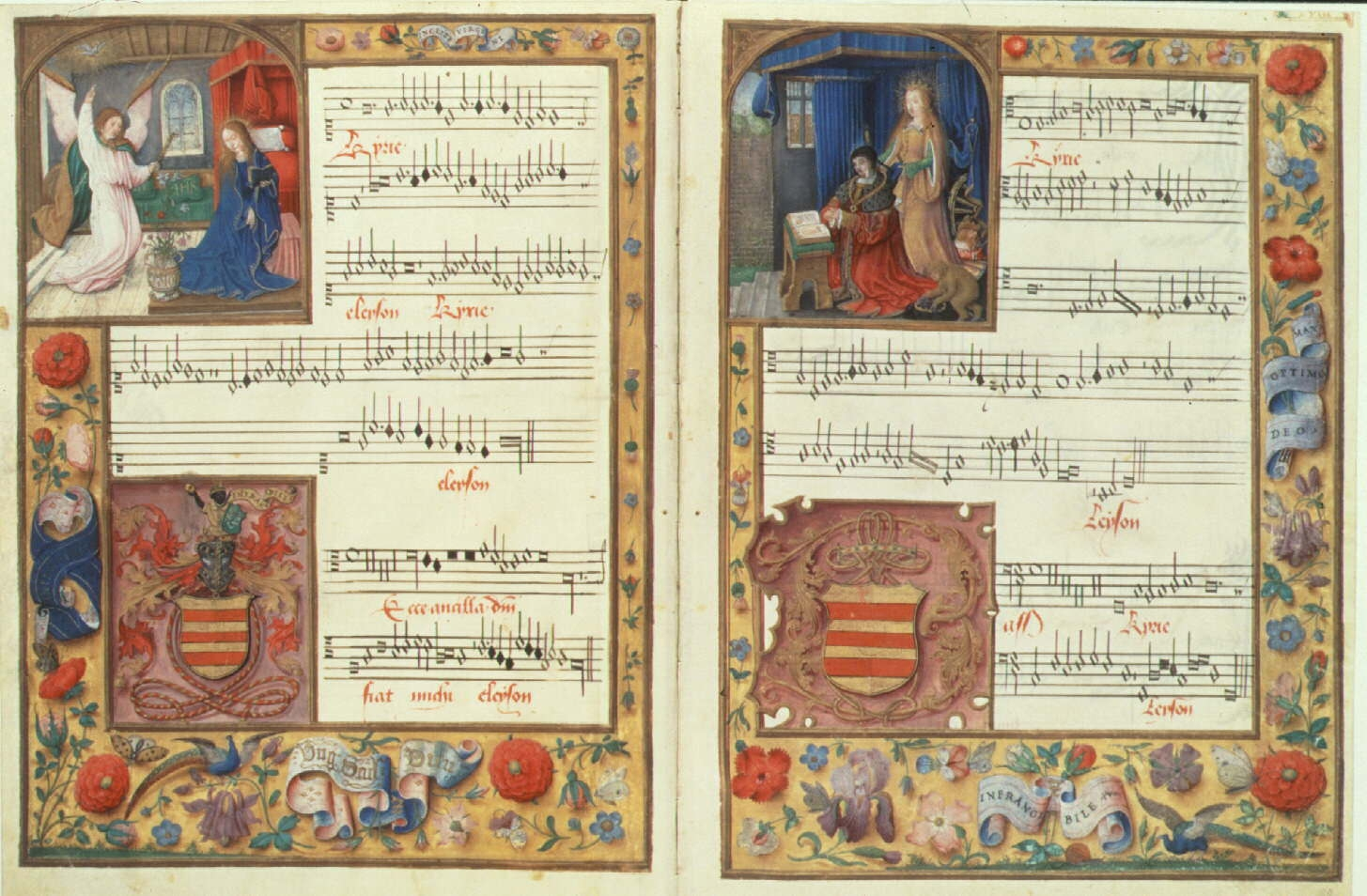
Iluminovaný úvodní list z kodexu Chigi s Kyrie z Ockeghemovy Missa Ecce Ancilla Domini

Během renesance vzniklo mnoho hudebních nástrojů; jiné prošly změnou nebo vylepšením těch, které existovaly již dříve. Některé přežily dodnes; jiné zmizely, tak aby byly znovu vytvořeny, aby se mohla provozovat hudba na dobových nástrojích. Stejně jako v dnešní době nástroje můžeme rozdělit na žesťové, strunné, bicí a dřevěné nástroje. Na žesťové nástroje v renesanci tradičně hráli profesionálové, kteří byli členy cechů, mezi tyto nástroje patřila posuvná trubka, dřevěná kornoutka, bezklapková trumpeta a barokní pozoun. Strunné nástroje zahrnovaly violu da gamba, rebec, harfu, lyru podobnou harfě, niněru, loutnu, kytaru, citeru, bandoru, a orfarion. Mezi strunné klávesové nástroje patřilo cembalo a klavichord. Bicí nástroje zahrnují triangl, brumle, tamburínu, zvony, rachotící nádoby a různé druhy bubnů. Dřevěné nástroje byly dvojitý plátkový šalmaj (raný člen rodiny hobojů), plátková trubka, dudy, příčná flétna, zobcová flétna, dulcian a krumhorn. Existovaly jednoduché píšťalové varhany, ale byly do značné míry omezeny na kostely, ačkoli existovaly i přenosné typy. Tisk umožnil standardizaci popisů a specifikací nástrojů, jakož i návody na používání.
Vokální hudba v renesanci je známá vzkvétáním stále komplikovanějšího polyfonického stylu. Hlavními liturgickými formami, které vydržely po celé renesanční období, byly mše a moteta; k dalšímu vývoji došlo ke konci období, zejména když skladatelé duchovní hudby začali přijímat světské formy (jako madrigal) pro své vlastní kompozice. Ke konci období se objevily rané dramatické předchůdci opery, jako byly monody, madrigalové komedie a intermedio. Kolem roku 1597 složil italský skladatel Jacopo Peri Dafne, první skladbu, která se dnes nazývá operou. Byl autorem také Euridice, první opery, která se dochovala.
Mezi významné renesanční skladatele patřil Josquin Desprez, Giovanni Pierluigi da Palestrina, John Dunstaple, Johannes Ockeghem, Orlando di Lasso, Guillaume Dufay, Gilles Binchois, Thomas Tallis, William Byrd, Giovanni Gabrieli, Carlo Gesualdo, John Dowland, Jacob Obrecht, Adrian Willaert, Jacques Arcadelt a Cipriano de Rore.

### Obdobípratica comune(melodicko-harmonická perioda)
Období pratica comune (melodicko-harmonická perioda) je obvykle definováno jako éra mezi vznikem a zánikem běžné praxe užívání tonality. Termín obvykle pokrývá zhruba dvě a půl století, zahrnující barokní, klasicistní a romantické období.

#### Barokní doba

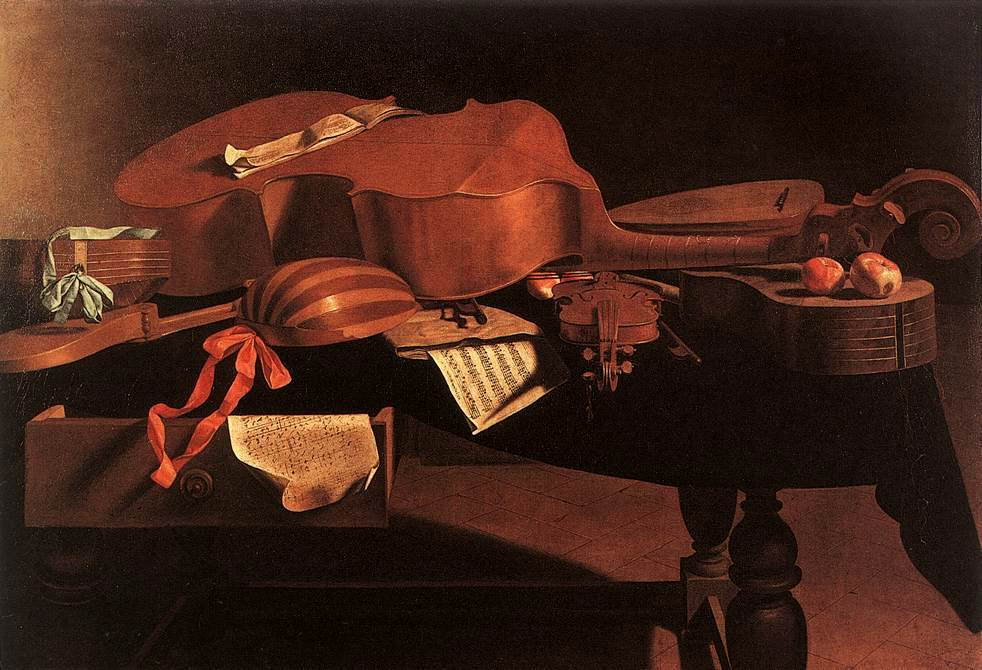
Barokní nástroje včetně niněry, cembala, basového violu, loutny, houslí a barokní kytary

Barokní hudba je charakterizována použitím komplexu tonálního kontrapunktu a použitím basso continua, souvislé basové linky. Hudba se stala složitější ve srovnání s jednoduchými písněmi ze všech předchozích období. V canzoně se formovaly počátky sonátové formy, stejně jako formálnější představa o variacích. Plného tvaru nabývá tonalita dur a moll jako prostředek pro zvládnutí disonance a chromatismu v hudbě.
Během barokní éry došlo ke zvýšení popularity hudby hrané na klávesové nástroje jako bylo cembalo a varhany; housle a rodina strunných nástrojů získala podobu, která zůstala dodnes zachovaná. Od dřívějších hudebních a dramatických forem se začala odlišovat opera jako inscenované hudební drama a běžnějšími se staly vokální formy jako byly kantáty a oratoria. Zpěváci poprvé přidávali k hudbě extra tóny.
Do širší praxe se začala uvádět teorie kolem rovnoměrného temperovaného ladění, zejména proto, že umožnila širší škálu chromatických možností v obtížně naladitelných klávesových nástrojích. Ačkoli Johann Sebastian Bach nepoužíval stejné ladění, jaké běžně má moderní klavír, změny ladění od systému středotónového ladění, v té době běžného, k různým laděním, které způsobily modulaci mezi všemi tóninami hudebně přijatelné, umožnily vznik jeho cyklu skladeb Dobře temperovaný klavír.
Barokní nástroje zahrnovaly některé nástroje z dřívějších období (např. niněra a zobcová flétna) a řadu nových nástrojů (např. hoboj, fagot, violoncello, kontrabas a fortepiano). Některé nástroje z předešlých období se přestaly používat, jako byl šalmaj, citara, rankett a barokní pozoun. Mezi klíčové barokní strunné nástroje patřily housle, viola da gamba, viola, viola d'amore, violoncello, kontrabas, loutna, theorba (která často hrála part basso continua), mandolína, barokní kytara, harfa a niněra. Mezi dechové nástroje patřila barokní flétna, barokní hoboj, zobcová flétna a fagot. Do žesťových nástrojů náleží cink, naturhorn (přírodní roh), barokní trubka, serpent a pozoun. Klávesové nástroje zahrnovaly klavichord, tangentní klavír, cembalo, varhany a později v období i fortepiano (časná verze klavíru). Bicí nástroje zahrnovaly tympany, vířivé bubny, tamburíny a kastaněty.
Jeden hlavní rozdíl mezi barokní hudbou a klasicistní hudbou, která následovala, spočívá v tom, že typy nástrojů používané v barokních souborech byly mnohem méně standardizované. Barokní soubor mohl zahrnovat jeden z několika různých typů klávesových nástrojů (např. trubkové varhany nebo cembalo), další strunné akordové nástroje (např. loutnu), smyčcové strunné nástroje, dřevěné a žesťové nástroje a nespecifikovaný počet basových nástrojů hrajících basso continuo (např. violoncello, kontrabas, viola, fagot, serpent atd.).
Vokální vývoj barokní éry zahrnoval vývoj typů oper, jako byla opera seria a opéra comique, a souvisejících forem, jakou tvořila oratoria a kantáty.
Mezi významné skladatele této éry patří Johann Sebastian Bach, Antonio Vivaldi, George Frideric Handel, Henry Purcell, Claudio Monteverdi, Barbara Strozzi, Domenico Scarlatti, Georg Philipp Philipp Telemann, Arcangelo Corelli, Alessandro Scarlatti, Jean-Philippe Rameau, Jean-Baptiste Lully a Heinrich Schütz.
Nejvýznamnějšími skladateli v českých zemích v období baroka byli Adam Václav Michna z Otradovic, Pavel Josef Vejvanovský, Jan Dismas Zelenka, František Antonín Míča, či Bohuslav Matěj Černohorský.

#### Klasicismus

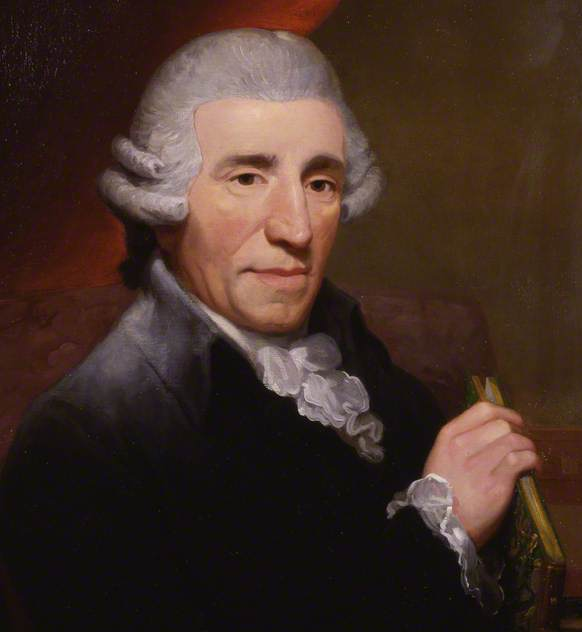
Joseph Haydn (1732–1809) namalovaný Thomasem Hardym (1791)

Hudební klasicismus bylo obdobím západní umělecké hudby od 50. let 18. století do počátku 20. let 19. století – éra Wolfganga Amadea Mozarta, Josepha Haydna a Ludwiga van Beethovena. Bylo zavedeno mnoho norem kompozice, přednesu a stylu. Byla to také doba, kdy se dominantním klávesovým nástrojem stal klavír. Základní nástroje potřebné v orchestru se ještě více standardizovaly (ačkoli rostl jejich počet s širším spektrem nástrojů vyvinutých v následujících stoletích). V komorní hudbě se objevily soubory s 8 až 10 účinkujícími na uvádění serenád. Došlo k dalšímu rozvoji opery s regionálními variacemi v Itálii, Francii a německy mluvících zemích. Vzrostla popularita opery buffa, formy komické opery. Jako zcela nová hudební forma vznikla symfonie, koncert se rozvinul vyvinut jako prostředek pro ukázky dovedností virtuózního hraní. V orchestrech již nebylo třeba cembala (které bylo součástí tradičního continua v barokním stylu) a orchestr často vedl první houslista (nyní nazývaný koncertní mistr).
Klasicistní hudebníci nadále používali mnoho nástrojů z období baroka, jako bylo violoncello, kontrabas, zobcová flétna, pozoun, tympány, fortepiano (předchůdce moderního piana) a varhany. Zatímco některé barokní nástroje se přestaly používat (např. theorba a rankett), mnoho barokních nástrojů bylo změněno do podoby, ve které se dodnes používají, jako například barokní housle (které se staly houslemi), barokní hoboj (který se stal hobojem) a barokní trubka, ze které se stala regulární klapková trubka. Během klasicismu byly strunné nástroje používané v orchestru a komorní hudbě, jako jsou smyčcové kvartety, standardizovány na čtyři nástroje, které dodnes tvoří smyčcovou sekci orchestru: housle, violu, violoncello a kontrabas. Byly vyřazeny strunné nástroje z barokní éry, jako např. pražcové, zahnuté violy. Mezi dechové nástroje patřil basetový klarinet, basetový roh, klarinet d'amour, klasický klarinet, chalumeau, flétna, hoboj a fagot. Klávesové nástroje tvořily klavichord a fortepiano. Zatímco cembalo bylo stále používáno v doprovodném basovém doprovodu v 50. a 60. letech 18. století, na konci století bylo vyřazeno. Žesťové nástroje zahrnovaly buccin, ofiklejdu (náhrada za basový serpent, který byl předchůdcem tuby) a přírodní roh.
Dřevěné nástroje se v klasicismu staly propracovanějšími. Zatímco nástroje s dvojitým plátkem, jako je hoboj a fagot, se v baroku částečně standardizovaly, klarinetová rodina jednoplátkových nástrojů se široce nepoužívala, dokud Mozart nerozšířil jejich roli v orchestrálním, komorním a koncertním prostředí.
Mezi hlavní skladatelé tohoto období patří Wolfgang Amadeus Mozart, Ludwig van Beethoven, Joseph Haydn, Christoph Willibald Gluck, Johann Christian Bach, Luigi Boccherini, Carl Philipp Emanuel Bach, Muzio Clementi, Antonio Salieri a Johann Nepomuk Hummel, Carl Maria von Weber a Michail Ivanovič Glinka.
Nejvýznamnějšími skladateli v českých zemích, kteří se z velké části prosadili a proslavili ve světě, byly Jan Václav Stamic, Jiří Antonín Benda, František Xaver Brixi, Josef Mysliveček, Jan Křtitel Vaňhal, Leopold Koželuh, Jakub Jan Ryba a Antonín Rejcha.

#### Romantismus
Hudební romantismus od zhruba první dekády 19. století do počátku 20. století byl charakterizován zvýšenou pozorností k rozšířené melodické linii, jakož i výrazovým a emotivním prvkům, které spojují romantismus s jinými uměleckými formami. Hudební formy se začaly odlišovat od forem období klasicismu (i když ty byly kodifikovány), přičemž skladatelé psali i volné formy, jako jsou nokturna, fantazie a preludia, kde byly ignorovány nebo minimalizovány přijaté myšlenky o expozici a vývoji témat. Hudba se stala více chromatickou, disonantní a tónově barevnější, s napětím (s ohledem na přijaté normy starších forem) při nárůstu počtu předznamení. Umělecká píseň (neboli Lied) dozrála v této éře, stejně jako epické rozsahy Grand opera. Ty byly předčeny až operním cyklem Richarda Wagnera Prsten Nibelungův.
V 19. století se hudební instituce dostaly z kontroly bohatých patronů, protože skladatelé a hudebníci mohli rozvíjet své kariéry nezávisle na šlechtě. Rostoucí zájem o hudbu ze strany střední třídy po celé západní Evropě vedl k vytvoření organizací pro výuku, provádění a uchování hudby. Klavírní nástroj, který dosáhl svou moderní konstrukci v této éře (částečně kvůli průmyslovému pokroku v metalurgii), se stal velmi populární u střední třídy, jejíž poptávka podnítila iniciativu mnoha výrobců klavírů. Početné symfonické orchestry datují své založení do této éry. Někteří hudebníci a skladatelé byli hvězdami těch dnů; například Franz Liszt a Niccolò Paganini naplnili obě role.
Evropské kulturní ideje a instituce začaly doprovázet koloniální expanzi do dalších částí světa. Došlo také ke vzestupu nacionalismu v hudbě, která odrážela v některých případech také politické cítění té doby. Skladatelé jako Edvard Grieg, Nikolaj Rimsky-Korsakov a Antonín Dvořák ve svých skladbách vytvářeli ohlas tradiční lidové hudby svých domovin.
V romantické době převzal moderní klavír se silnějším, trvalejším tónem a širší škálou převzal roli zvukově jemnějšího předchůdce, fortepiana. V orchestru zůstaly zachovány stávající klasické nástroje a sekce (smyčcové sekce, dřevěné nástroje, žesťové a bicí nástroje), ale tyto sekce byly obvykle rozšířeny, aby vytvořily plnější a větší zvuk. Například zatímco barokní orchestr mohl mít jen dva kontrabasisty, romantický orchestr mohl mít až deset. "Jak se hudba stávala výrazněji, standardní paleta orchestru nebyla pro mnoho romantických skladatelů dostatečně bohatá."
Rodiny nástrojů používaných zejména v orchestrech rostly; proces, který vyvrcholil na počátku 20. století, s velmi velkými orchestry používanými pozdně romantickými a modernistickými skladateli. Začalo se objevovat širší spektrum bicích nástrojů. Žestě převzaly větší role, protože zavedení otočných klapek jim umožnilo zahrát širší rozsah not. Velikost orchestru (typicky kolem 40 v klasickém období) narostla na více než 100. Například Mahlerova Symfonie č. 8 z roku 1906 byla uvedena s více než 150 instrumentalisty a více než 400členným sborem. Byly přidány nové dechové nástroje, jako je kontrafagot, basklarinet a pikoly a též i nové bicí nástroje, včetně xylofonu, vířivého bubnu, celesty (zvonu podobný klávesový nástroj), zvonu, a trianglů, velké orchestrální harfy, a dokonce i dechové strojů na zvukové efekty. Od konce 19. století se v některých partiturách objevují saxofony, obvykle vystupují spíše jako sólový nástroj než jako nedílná součást orchestru.
Wagnerova tuba, modifikovaný člen rodiny rohů, se objevuje v cyklu Richarda Wagnera Prsten Nibelungův. Také hraje významnou roli v Symfonii č. 7 E dur Antona Brucknera a je také používána v několika pozdně romantických a modernistických pracích Richarda Strausse, Bély Bartóka a jiných. Kornet se objevoval pravidelně v partiturách 19. století, vedle partu trubky, které byly považovány za méně hbité, alespoň do konce století.
Mezi přední skladatele této éry patří Gioacchino Rossini, Petr Iljič Čajkovskij, Jacques Offenbach, Frédéric Chopin, Hector Berlioz, Franz Schubert, Robert Schumann, Felix Mendelssohn-Bartholdy, Franz Liszt, Giuseppe Verdi, Bedřich Smetana, Richard Wagner, Johannes Brahms, Antonín Dvořák, Zdeněk Fibich, Edvard Grieg a Johann Strauss mladší. Gustav Mahler a Richard Strauss jsou běžně považováni za tzv. přechodové skladatele, jejichž hudba kombinuje pozdně romantické a rané modernistické prvky.

### 20. a 21. století

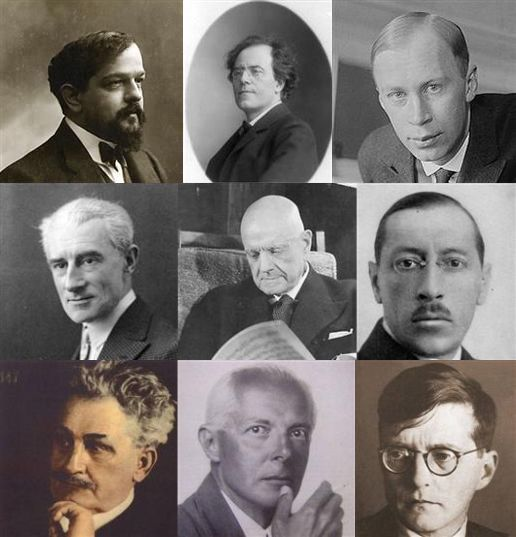
Zleva doprava: první řada Claude Debussy, Gustav Mahler a Sergej Prokofjev; druhá řada Maurice Ravel, Jean Sibelius a Igor Stravinskij; třetí řada: Leoš Janáček, Béla Bartók a Dmitrij Šostakovič

#### Modernistická éra
Modernistická klasická hudba zahrnuje širokou škálu postromantických stylů a zahrnuje pozdně romantické, impresionistické, expresionistické a neoklasicistické styly kompozice. Modernismus znamenal éru, kdy mnoho skladatelů odmítlo určité hodnoty období běžné praxe, jako je tradiční tonalita, melodie, instrumentace a struktura. Někteří hudební historikové považují hudební modernismus za období sahající od asi 1890 do 1930 (; ). Jiní se domnívají, že modernismus skončil jednou nebo druhou ze dvou světových válek.  Ještě jiné instituce tvrdí, že modernismus není spojen s žádnou historickou érou, ale spíše „postoj skladatele; živý konstrukt, který se může vyvíjet v čase“(). Přes jeho pokles v poslední třetině 20. století zůstalo na konci století aktivní jádro skladatelů, kteří pokračovali v rozvíjení myšlenek a forem modernismu, jako je Pierre Boulez, Pauline Oliveros, Toru Takemitsu, George Benjamin, Jacob Druckman, Brian Ferneyhough, George Perle, Wolfgang Rihm, Richard Wernick, Richard Wilson a Ralph Shapey. 
Během této doby dominovaly dvě hudební hnutí: impresionismus, který započal kolem roku 1890 a expresionismus, který začal kolem roku 1908. Bylo to období různých reakcí při provokování a reinterpretaci starších etap hudby, inovací, které vedly k novým způsobům organizace a přibližování harmonické, melodické, zvukové a rytmické aspekty hudby a změny estetických světonázorů v těsném vztahu k většímu identifikovatelnému období modernismu v umění času. Rozhodující slovo, které je s ním nejvíce spojeno, je „inovace“.  Jeho hlavním rysem je „lingvistická pluralita“, což znamená, že žádný hudební žánr nikdy nezískal dominantní postavení. 
V prvních letech modernistického období pokračoval růst velikosti orchestru, který dosáhl vrcholu v prvních dvou desetiletích 20. století. Saxofony, které se objevily jen vzácně během 19. století, se běžně používaly jako doplňkové nástroje, ale nikdy se nestaly trvalými členy orchestru. Přestože se v některých dílech objevují pouze jako sólové nástroje, například orchestrace Mauricea Ravla v Musorgského Obrázcích z výstavy a Symfonické tance Sergeje Rachmaninoffa, byl saxofon zahrnut v dalších dílech, jako je balet Romeo a Julie Sergeja Prokofjeva a mnoho dalších děl jako člen orchestrálního souboru. V některých skladbách, jako je Ravelovo Bolero hrají dva i více saxofonů různých velikostí k vytvoření celé sekce, jako ostatních sekcí orchestru. Euphonium figuruje v několika skladbách z pozdního romantismu a z 20. století, obvykle hraje části označené jako „tenorová tuba“, např. skladby The Planets Gustava Holsta a Ein Heldenleben Richarda Strausse.
Mezi přední skladatele počátku 20. století patří Igor Stravinsky, Claude Debussy, Leoš Janáček, Bohuslav Martinů, Sergej Rachmaninov, Sergej Prokofiev, Arnold Schoenberg, Heitor Villa-Lobos, Anton Webern, Alban Berg, Paul Hindemith, Aram Chačaturjan, George Gershwin, Béla Bartók a Dmitrij Šostakovič spolu s výše uvedenými Mahlerem a Straussem jako přechodové osoby z 19. století.

#### Postmoderní / moderní doba
Postmoderní hudba je období hudby, které začalo kolem roku 1930. Sdílí charakteristiky s postmodernistickým uměním – to je umění, které přichází po a reaguje proti modernismu.
Některé autoři více či méně ztotožňují postmoderní hudbu se „současnou hudbou“ složenou po roce 1930, od konce 20. století do začátku 21. století.  Mezi různorodá hnutí postmoderní/současné éry patří neoromantismus, neostředověk, minimalismus a post minimalismus.
Současná klasická hudba na začátku 21. století byla často považována za součást všech hudebních forem po roce 1945. Pozdější generace tento termín nyní správně odkazuje na současnou hudbu napsanou skladateli, kteří jsou ještě naživu; hudba, která se dostala do popředí v polovině sedmdesátých let. Zahrnuje různé variace modernistické, postmoderní, neoromantické a eklekticistické hudby.

#### Impresionismus
Impresionističtí skladatelé se podobně jako impresionističtí malíři pokoušeli svým dílem zachytit prchavé pocity. Do značné míry lze k impresionistům řadit také skladatele italských veristických oper jako jsou Pietro Mascagni, Ruggero Leoncavallo, Umberto Giordano a také Giacomo Puccini.

##### Významní skladatelé

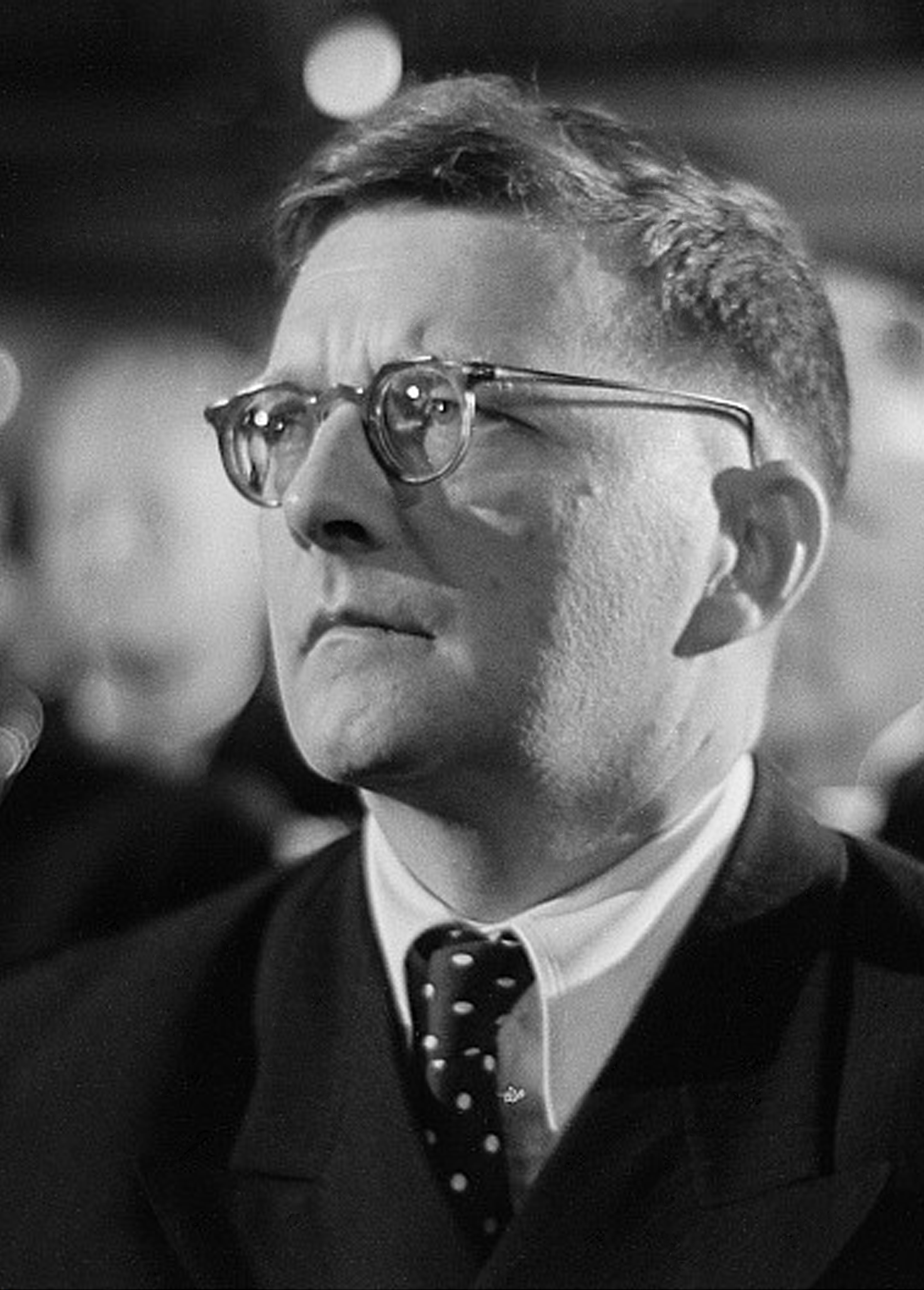
Dmitrij Šostakovič

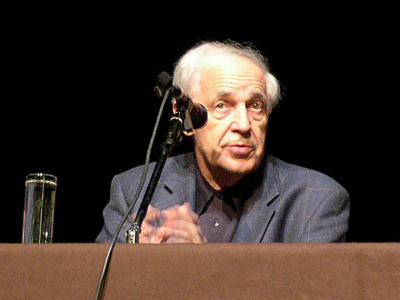
Pierre Boulez

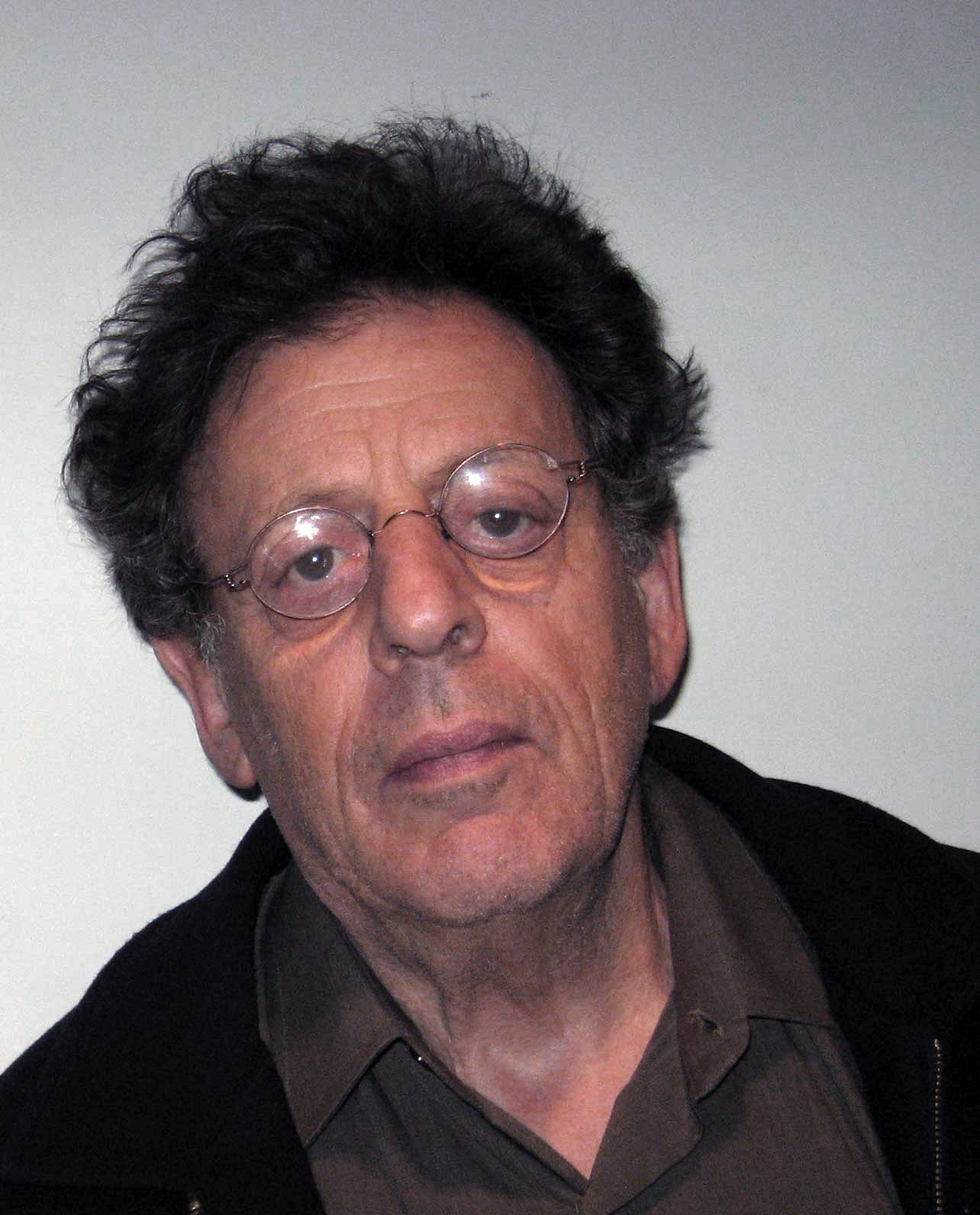
Philip Glass

- Ruggero Leoncavallo (1857–1919) – verismus
- Giacomo Puccini (1858–1924) – verismus
- Claude Debussy (1862–1918)
- Pietro Mascagni (1863–1945) – verismus
- Umberto Giordano (1867–1948) – verismus
- Maurice Ravel (1875–1937)
- Anton Webern (1883–1945)

#### Neoklasicismus

##### Významní skladatelé
- Edward Elgar (1857–1934)
- Béla Bartók (1881–1945)
- Igor Stravinskij (1882–1971)
- Bohuslav Martinů (1890–1959)
- Sergej Prokofjev (1891–1953)

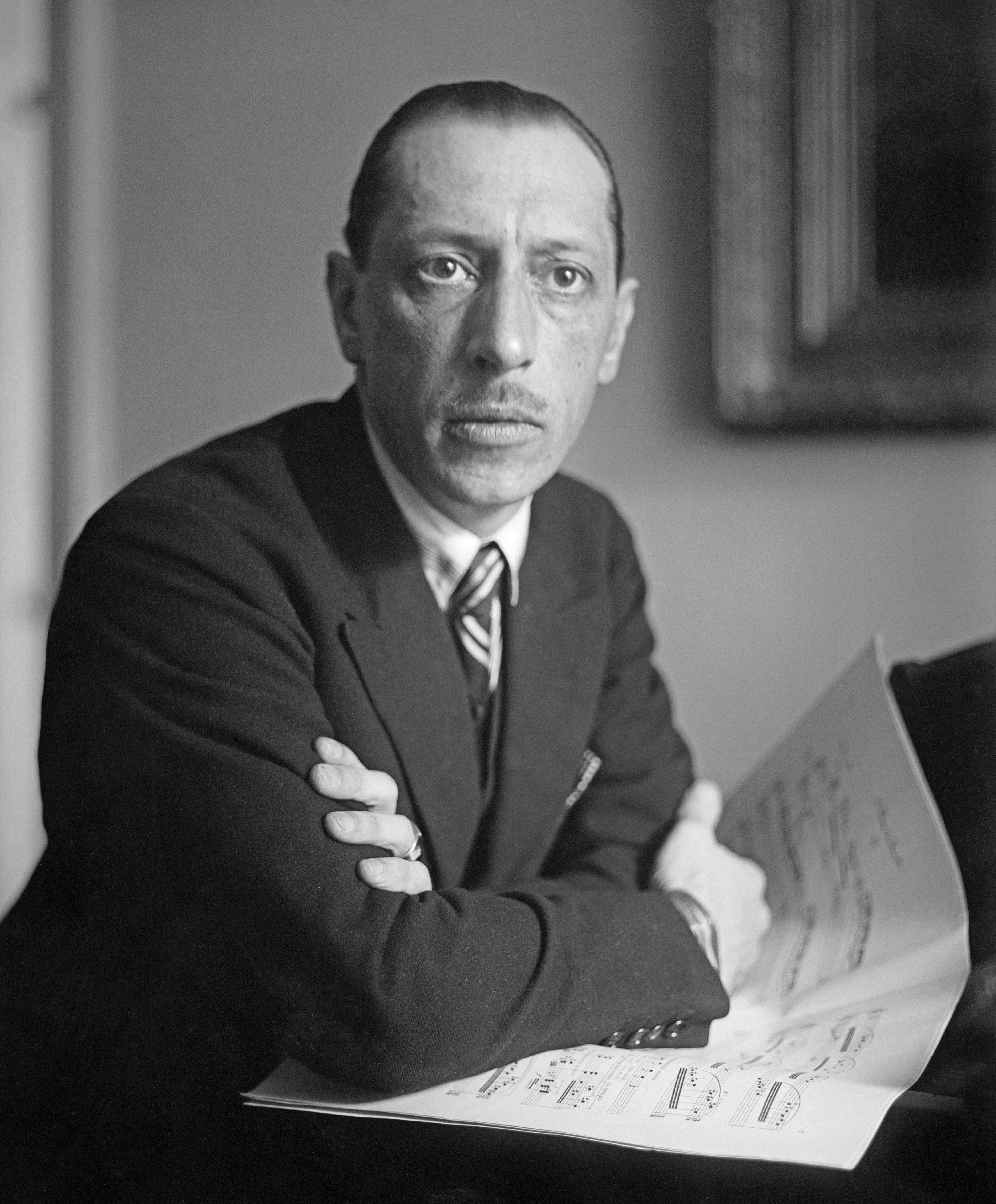
Igor Stravinskij

- Erich Wolfgang Korngold (1897–1957)
- Francis Poulenc (1899–1963)
- Benjamin Britten (1913–1976)

#### Moderna

##### Významní skladatelé
- Arthur Honegger (1892–1955)
- Paul Hindemith (1895– 1963)
- Dmitrij Šostakovič (1906–1975)

#### Serialismus
Serialismus je kompoziční technika, založená na uspořádání (zvaném řada nebo serie) výšek, délek, stupňů dynamiky, barev, způsobů hry, rytmické struktury apod. Uspořádání podle serijních pravidel má vést ke konsistenci a vnitřnímu řádu kompozice.

##### Významní skladatelé
- Arnold Schönberg (1874–1951)

#### Avantgarda
Hudební avantgarda je podobně jako ostatní avantgardy charakteristická revoltou proti tradičním postupům a hledáním odvážných nových forem. Americký skladatel John Cage například napsal skladbu 4'33", která za dobu čtyř a půl minuty nabídne posluchači tři části, v nichž nezazní jediná nota, jediný zvuk.
Hudba Maďara György Ligetiho je velmi známá díky filmu Stanleyho Kubricka 2001: Vesmírná odysea, ve kterém byla použita.

##### Významní skladatelé
- John Cage (1912–1992)
- György Ligeti (1923–2006)
- Pierre Boulez (1925– 2016)

#### Minimalismus
Pojem „minimalismus“ zavedl na konci šedesátých let Michael Nyman, tehdy hudební kritik, později jeden ze známých minimalistických skladatelů. Označuje hudbu vyznačující se nápadným opakováním jednoduchých základních motivů.
Ačkoliv byla minimalistická hudba původně jednou z nejtvrdších odnoží avantgardy a tudíž také zasvěcena jen nejzatvrzelejším fanouškům moderních stylů klasické hudby, postupně se zejména díky práci skladatelů jako je Philip Glass a hudebních těles jako Kronos Quartet dostala do popředí zájmu širší veřejnosti. Minimalistické kompozice dnes otevřeně citovány a užívány v populárním umění (např. film Truman Show nebo seriál Battlestar Galactica).

##### Významní skladatelé
Raní minimalisté
Erik Satie (1866–1925)
Klasičtí američtí minimalisté
- Philip Glass (* 1937)
- La Monte Young (* 1935)
- Terry Riley (* 1935)
- Steve Reich (* 1936)
- John Adams (* 1947)

Spirituální minimalismus
- Arvo Pärt (* 1935)
- Henryk Górecki (1933–2010)

Filmová hudba
- Michael Nyman (* 1944)

Další současní skladatelé
- Wim Mertens (* 1953)

### Časová osa
Vývoj a vztahy v klasické hudbě lze studovat pomocí analýzy sítí.

## Hudební nástroje klasické hudby

### Smyčcové nástroje
- Housle
- Viola
- Violoncello
- Kontrabas

### Klávesové nástroje
- Varhany
- Klavír
- Cembalo
- Klavichord

### Strunné nástroje
- Klasická kytara
- Loutna
- Mandolína

## Vztah k dalším hudebním tradicím

### Populární muzika
Klasická hudba často obsahuje prvky nebo materiál z hudby, která byla populární za života skladatele. Příklady zahrnují příležitostnou hudbu jako je Brahmsovo použití studentských pijáckých písní v jeho Akademické slavnostní předehře, žánry ilustrované Krejcarovou operou Kurta Weilla a vliv jazzu na skladatele na začátku a v polovině 20. století, včetně Maurice Ravela, jehož příkladem je věta s názvem „Blues“ v jeho sonátě pro housle a klavír. Někteří postmoderní, minimalističtí a postminimalističtí klasičtí skladatelé uznávají dluh populární hudbě.
Četné příklady ukazují vliv opačným směrem, včetně populárních písní založených na klasické hudbě, např. použití Pachelbelova Kánonu D dur od 70. let 20. století (jedna z nejvykrádanějších melodii v rockové hudbě), a fenoménu hudebního crossoveru, kdy klasičtí hudebníci dosáhli úspěchu na populární hudební scéně. V heavy metalu řada sólových kytaristů (hrajících na elektrickou kytaru) včetně Ritchie Blackmoreho a Randy Rhoadse, tvořili své styly hraní podle vzoru barokní nebo klasické instrumentální hudby.

### Lidová hudba
Skladatelé klasické hudby často využívali lidovou hudbu (hudbu vytvořenou hudebníky, kteří obvykle nejsou klasicky vyškoleni, často z čistě ústní tradice). Někteří skladatelé, jako Antonín Dvořák a Bedřich Smetana, použili lidová témata k tomu, aby své práci dodali národnostní chuť, zatímco jiní, jako je Béla Bartók, používali specifické motivy, která byla celé vytrženy z původní lidové hudby.

## Komercializace
Určité části z klasické hudby se často používají komerčně (buď v reklamě, nebo ve zvukových stopách filmu). V televizních reklamách se z několika pasáží stalo klišé, zvláště úvod Also sprach Zarathustra Richarda Strausse (proslavený filmem 2001: Vesmírná odysea a v České republice televizním pořadem Česká soda) a úvodní část „O Fortuna“ z Carminy Burany Carla Orffa; další příklady jsou „Dies irae“ z Verdiho Rekviem, „Ve sluji Krále hor“ z Peer Gynta Edvarda Griega, úvodní takty Beethovenovy symfonie č. 5, „Jízda Valkýr“ z Wagnerovy Valkýry, Let čmeláka Rimského-Korsakova, a výňatky z Rodea Aarona Coplanda. Několik prací z tzv. Zlatého věku animace přizpůsobilo dění ke klasické hudbě. Pozoruhodné příklady jsou Fantazie Walta Disneye, Tom a Jerryho O myši Johannovi  a Warner Bros. Rabbit of Seville a Jak to chodí v opeře.
Podobně se filmy a televize často vracejí ke standardním klišovitým výňatkům z klasické hudby, které mají zprostředkovat vytříbenost nebo bohatství: mezi nejčastěji slyšené skladby v této kategorii patří Bachova Suita pro sólové violoncello č. 1, Mozartova Malá noční hudba, Vivaldiho Čtvero ročních dob, Musorgského Noc na Lysé hoře (dle orchestrace Rimského-Korsakova) a Rossiniho předehra z Viléma Tella. Mediální historik Shawn Vancouror argumentuje, že komercializace klasické hudby na začátku 20. století mohla poškodit hudební průmysl nedostatečným zastoupením.